# Ogden Museum of Southern Art
Het Ogden Museum of Southern Art is een Amerikaans museum in New Orleans. Het toont de beeldende kunst en cultuur van de Zuidelijke Verenigde Staten. 
Het museum is opgericht in 1999 en bevindt zich sinds 2003 in het vijf verdiepingen tellende Stephen Goldring Hall en in de naastgelegen Patrick F. Taylor-bibliotheek uit 1889, ontworpen door de architect Henry Hobson Richardson. De basis voor de collectie van het museum werd gelegd met een donatie van de privéverzameling van Roger Ogden.
De oriëntatie van de collectie is breed, naast landschappen bevat het ook volkskunst, abstracte kunst en fotografie. De collectie van het museum is breed en is naast het feit dat het zich richt op de vijftien zuidelijke staten van de VS niet duidelijk afgebakend. De collectie vertegenwoordigt onder andere landschappen, volkskunst, abstracte kunst en fotografie.
Het museum bevat werken van onder anderen Ida Kohlmeyer, Clementine Hunter, William R. Hollingsworth Jr. en George Edgar Ohr. Ook de werken van hedendaagse kunstenaars zijn permanent vertegenwoordigd in het museum.